# إسرائيل والأمم المتحدة
القضايا المتعلقة بإسرائيل وفلسطين والجوانب الأخرى للصراع العربي الإسرائيلي تحتل جزء كبير من المناقشات والقرارات في الأمم المتحدة.
تبني لجنة الأمم المتحدة الخاصة بفلسطين لتوصية تقسيم فلسطين من قبل الجمعية العامة للأمم المتحدة في عام 1947 كان واحداً من أولى قرارات الأمم المتحدة. منذ ذلك الحين ، لعبت الأمم المتحدة دورًا محوريًا في هذه المنطقة، لا سيما من خلال توفير الدعم للاجئين الفلسطينيين عبر وكالة الأمم المتحدة لإغاثة وتشغيل اللاجئين الفلسطينيين في الشرق الأدنى (الأونروا) ، وتوفير منبر للمطالبات السياسية الفلسطينية عبر ما يعرف بـ اللجنة المعنية بممارسة الحقوق غير القابلة للتصرف للشعب الفلسطيني، وشعبة الأمم المتحدة لحقوق الفلسطينيين، واللجنة الخاصة المعنية بالتحقيق في الممارسات الإسرائيلية التي تمس حقوق الإنسان للشعب الفلسطيني، ونظام معلومات الأمم المتحدة بشأن قضية فلسطين (يونيسبال) واليوم الدولي للتضامن مع الشعب الفلسطيني. وقد رعت الأمم المتحدة مفاوضات السلام بين الطرفين في العديد من المرات، كان آخرها خارطة طريق السلام 2002.